# Universele generalisatie
In de predicatenlogica is universele generalisatie (UG) een afleidingsregel die uit een willekeurig object uit het domein een algemene propositie afleidt voor alle objecten in het domein. De afgeleide propositie maakt gebruik van de universele kwantor. Formeel verloopt universele generalisatie als volgt:
{\displaystyle {\frac {P(c_{0})}{\forall x\ P(x)}}}
waarbij x niet vrij voorkomt in het predicaat P en P moet gelden voor alle objecten in het domein. Als het predicaat P niet voor alle objecten in het domein geldt dan is deze regel niet toepasbaar. Deze afleidingsregel kan nuttig zijn wanneer de gebruikte constante, c0, verkregen is door universele instantiatie.